# 桑名一博
桑名 一博（くわな かずひろ、1932年1月19日 - ）は、日本のスペイン文学者、翻訳家。多くの翻訳書がある。

## 経歴
東京生まれ。1956年東京外国語大学スペイン語学科卒業。1963年龍谷大学講師、1965年神奈川大学助教授、1972年愛知県立大学助教授、1975年教授、1980年外国語学部長、1983年東京外国語大学教授、1995年定年となり清泉女子大学教授を務めた。
1988年、フランシスコ・デ・ケベード『大悪党』をはじめとするスペイン古典文学の翻訳で会田由賞受賞。
ホセ・オルテガ・イ・ガセットのほか、ガブリエル・ガルシア＝マルケスなど20世紀ラテンアメリカ文学の翻訳も多く出した。

## 編著
- 『スペイン語練習問題1000題』（浦和幹男共著、白水社） 1970
- 『西和中辞典』（編集主幹、小学館） 1990
- 『澁澤龍彦文学館2 バロックの箱』（筑摩書房） 1991

## 翻訳
- 『大衆の反逆 / 無脊椎のスペイン』（オルテガ、白水社、オルテガ著作集2） 1969、のち復刊 1998 - 前者は白水Uブックスほか多くの新版が刊
- 『小論集 観念と信念』（オルテガ、白水社、オルテガ著作集8） 1970、のち復刊 1998
- 「土曜日の次の日」（ガルシア＝マルケス、集英社、世界の文学28『カルペンティエール / マルケス』） 1978
- 「大悪党 - ブスコンの生涯」（ケベード、集英社、世界文学全集6、『悪漢小説集』） 1979
- 『ラ・カテドラルでの対話』（バルガス＝リョサ、野谷文昭共訳、集英社、世界の文学） 1979、のち同、ラテンアメリカの文学 1984
- 『ママ・グランデの葬儀 他7編』（ガルシア＝マルケス、安藤哲行共訳、国書刊行会） 1979、のち集英社文庫 1982
- 『転轍手』限定版（フワン・ホセ・アレオラ、プレス・ビブリオマーヌ） 1980
- 『ある虐殺の真相』（バルガス＝リョサ、集英社ギャラリー、世界の文学） 1990
- 『神託必携・処世智の技（抄）』（グラシアン、編、筑摩書房、澁澤龍彦文学館2） 1991
- 『死神の友達』（ペドロ・アラルコン、菅愛子共訳、国書刊行会、バベルの図書館） 1991
- 『落葉 他12篇』（ガルシア＝マルケス、高見英一, 井上義一共訳、新潮社） 2007
- 『悪い時 他9篇』（ガルシア＝マルケス、高見英一, 内田吉彦, 木村榮一, 安藤哲行共訳、新潮社） 2007